# 钦江
钦江，位于中华人民共和国广西壮族自治区南部，上游也称鸣珂江，发源于灵山县平山镇思林村附近的东山东北方，蜿蜒向西南流经灵东水库、佛子镇、灵山县城灵城街道及三海街道、那隆镇、三隆镇、陆屋镇、钦州市钦北区平吉镇、钦南区久隆镇等地，钦江过钦州市区，于南郊水渡口分为两汊，主汊向南流，在尖山街道黎头咀又分东、西两汊，分别于排榜村和瓦泾村注入钦州湾；副汊称大揽江，向西南流，至康熙岭镇横山村注入钦州湾。河长195千米，比降0.32‰，流域面积2391平方千米。年均径流21.11亿立方米。钦江流域生态环境良好，资源丰富：灵山县是商品粮盛产基地；钦北区有“黑叶荔之乡”和“果园鸡之乡”之称；钦南区海水养殖业发达。